# Echinocereus pseudopectinatus
Echinocereus pseudopectinatus ist eine Pflanzenart in der Gattung Echinocereus aus der Familie der Kakteengewächse (Cactaceae). Das Artepitheton pseudopectinatus leitet sich vom griechischen Wortstamm pseudo  für ‚falsch‘  ab und bezieht sich auf die Ähnlichkeit mit der Art Echinocereus pectinatus.

## Beschreibung
Echinocereus pseudopectinatus wächst in der Regel einzeln. Die hellgrünen zylindrischen Triebe sind bis zu 20 Zentimeter lang und weisen Durchmesser von 5 Zentimeter auf. Sie sind teilweise von der Bedornung verborgen. Es sind 15 bis 16 leicht gehöckerte Rippen vorhanden. Die drei bis fünf abstehenden, weißlichen Mitteldornen sind gelegentlich in zwei Reihen angeordnet und weisen eine Länge von 0,5 bis 1,5 Zentimeter auf. Die zwölf bis 15 ausgebreiteten, weißlichen Randdornen sind 0,9 bis 1,5 Zentimeter lang.
Die trichterförmigen Blüten sind magentafarben. Sie erscheinen in der Nähe der Triebspitzen, sind bis zu 11 Zentimeter lang und erreichen Durchmesser von 6 bis 9 Zentimeter. Die kugelförmigen Früchte sind rot und bedornt.

## Verbreitung, Systematik und Gefährdung
Echinocereus pseudopectinatus ist in den Vereinigten Staaten im Südosten des Bundesstaates Arizona sowie im benachbarten mexikanischen Bundesstaat Sonora in einem kleinen Gebiet verbreitet.
Die Erstbeschreibung als Echinocereus bristolii  var. pseudopectinatus durch Nigel Paul Taylor wurde 1985 veröffentlicht. Vier Jahre später erhob er die Varietät in den Rang einer eigenständigen Art. Ein nomenklatorisches Synonym ist Echinocereus scopulorum subsp. pseudopectinatus (N.P.Taylor) W.Blum & Mich.Lange (1998)
In der Roten Liste gefährdeter Arten der IUCN wird die Art als „Least Concern (LC)“, d. h. als nicht gefährdet geführt.

## Nachweise